# Корсак, Богдан Семёнович
Богдан Семёнович Корсак (1640–1721) — генерал-лейтенант армии Петра I, участник Северной войны.

## Биография
Представитель известного шляхетского рода Корсаков.
В 1700 году сформировал конный полк Смоленской шляхты сотенной организации («иррегулярной»), сражался в Ингерманландии и Эстляндии, генерал-майор (1702).
В 1703 году в составе русского вспомогательного корпуса потерпел поражение при Салатах, в 1704 году — при Якобштадте. В 1707–09 годах его полк действовал в Польше, Великом княжестве Литовском и на Украине.
В первой четверти XVIII века полк Корсака сохранял организацию полков сотенной службы и милиционное устройство.